# 콩고 (1995년 영화)
《콩고》(영어: Congo)는 미국에서 제작된 프랭크 마셜 감독의 1995년 SF 액션 모험 영화이다. 마이클 크라이턴의 동명 소설이 원작이다. 로라 리니 등이 출연하였고, 캐슬린 케네디 등이 제작에 참여하였다.

## 출연진
- 로라 리니 - 캐런 로스 박사 역
- 딜런 월시 - 피터 엘리엇 박사 역
- 어니 허드슨 - 먼로 켈리 대위 역
- 팀 커리 - 헤르케르메르 호몰카 역
- 그랜트 헤슬로브 - 리처드 역
- 조 돈 베이커 - R. B. 트래비스 역
- 존 호크스 - 밥 드리스컬 역
- 메리 엘런 트레이너 - 모이라 역
- 스튜어트 팬킨 - 보이드 역
- 캐럴린 시모어 - 엘리너 로미 역
- 로미 로즈몬트 - 조수 역
- 제임스 캐런 - 대학 총장 역
- 지미 버핏 - 727 조종사 역
- 톰 배리 - 사마하니 역
- 케빈 그레뷰 - 검문소 담당 역
- 피터 제이슨 - 재너스 씨 역
- 델로이 린도 - 완타 대위 역 (크레디트 미기재)
- 조 팬털리아노 - 에디 벤트로 역 (크레디트 미기재)
- 브루스 캠벨 - 찰리 트래비스 역
- 테일러 니컬스 - 제프리 윔스 역
- 아데왈레 아키누오예아그바제 - 카헤가 역
- 프랭크 웰커 - 고릴라 목소리 효과

## 기타 제작진
- 협력 제작: 마이클 배커스, 폴 디슨
- 배역: 마이크 펜턴, 앨리슨 카윗
- 미술: J. 마이클 리바
- 의상: 매릴린 매슈스
- 특수 효과: 스콧 패러, 스탠 윈스턴 스튜디오

## 우리말 녹음
MBC 성우진 (2000년 1월 2일)
- 강희선 - 캐런 로스 (로라 리니)
- 박조호 - 피터 엘리엇 (딜런 월시)
- 이인성 - 헤르케르메르 호몰카 (팀 커리)
- 김기현 - 먼로 켈리 대위 (어니 허드슨)
- 조예신 - 에이미
- 최원형 - 리처드 (그랜트 헤슬로브)
- 김용식 - R. B. 트래비스 (조 돈 베이커)
- 김현직 - 대학교 총장 (제임스 캐런)
- 이윤연 - 찰리 트래비스 (브루스 캠벨)
- 김호성 - 에디 벤트로 (조 팬털리아노)
- 송준석
- 고성일
- 최한